# Galathea corallicola
Galathea corallicola is een tienpotigensoort uit de familie van de Galatheidae. De wetenschappelijke naam van de soort is voor het eerst geldig gepubliceerd in 1882 door Haswell.